# Ruadhán de Lorrha
São Ruadhán mac Fergusa Birn, também conhecido por Rowan, Ruadon, Roadan, Rodon a Rodan, foi um abade cristão irlandês que fundou o mosteiro de Lorrha (Lothra, Condado de Tipperary, Irlanda), perto de Terryglass. Ele era conhecido pelas suas profecias. Depois da sua morte, ele começou a ser venerado como um santo e um dos Doze Apóstolos da Irlanda. 15 de Abril é o dia em que é venerado.